# 주고베 대한민국 총영사관
주고베 대한민국 총영사관은 대한민국 정부가 일본 효고현 고베시 주오구에 설치한 총영사관이다. 주요 업무는 영사 업무를 위주로 수행하며, 경제 및 통상 그리고 문화 교류를 위주로 활동한다. 또한 현재 재직중인 총영사는 이상렬이다.

## 주소
- 일본어 : 〒650-0004 兵庫県神戸市中央区中山手通 2-21-5
- 영어 : 2-chōme-21-5 NakayamatedōriChuo Ward, Kobe, Hyogo 650-0004

## 역사
- 1966년 (쇼와 41년) 5월 7일 : 주고베 대한민국 영사관 창설
- 1974년 (쇼와 49년) 5월 1일 : 주고베 대한민국 총영사관 승격
- 2001년 (헤이세이 13년) 7월 1일 : IMF에 의해 재외공관 재정비 방침에 따라 주오사카 대한민국 총영사관 고베출장소로 지위가 격하됨
- 2008년 (헤이세이 20년) 7월 : 주고베 대한민국 총영사관으로 이름이 회복

## 주요 업무
주요 업무는 정무, 경제, 동포 단체, 문화 분야와 사건 및 사고 등을 위주로 다루며 영사 민원 업무도 물론 본다.

## 근무 시간 및 공휴일
- 매주 월~금요일 : 오전 9시 ~ 오후 5시 30분
- 민원실 : 오전 9시 ~ 오후 5시 (비자 접수 : 오전 9시 30분 ~ 11시 30분)
- 점심 시간 : 낮 12시 ~ 오후 1시

### 공휴일
- 매주 토요일, 일요일
- 일본의 공휴일
- 대한민국의 공휴일 중 3·1절, 광복절, 개천절, 한글날

## 역대 공관장
- 1966년 5월 : 이원달 초대 영사
- 1970년 9월 : 이보영 2대 영사
- 1974년 5월 : 김진하 초대 총영사
- 1976년 1월 : 정운철 2대 총영사
- 1980년 4월 : 김흥열 3대 총영사
- 1981년 11월 : 이지철 4대 총영사
- 1986년 4월 : 김용집 5대 총영사
- 1989년 4월 : 양세훈 6대 총영사
- 1992년 2월 : 이규일 7대 총영사
- 1994년 2월 : 배수곤 8대 총영사
- 1997년 7월 : 이수환 9대 총영사
- 1999년 9월 : 강준형 10대 총영사
- 2001년 7월 : 김연권 초대 출장소장
- 2004년 3월 : 김영철 2대 출장소장
- 2007년 3월 : 이경환 11대 총영사[2]
- 2009년 11월 : 김영준 12대 총영사
- 2012년 9월 : 이성권 13대 총영사
- 2015년 10월 : 주철완 14대 총영사
- 2018년 10월 : 박기준 15대 총영사
- 2021년 12월 : 양기호 16대 총영사
- 2022년 12월 : 이상렬 17대 총영사 (현직)

## 같이 보기

### 일반 주제
- 대한민국의 재외공관 목록
- 일본 주재 외국공관 목록
- 대한민국-일본 관계
- 주일본 대한민국 대사관

### 일본에 설치된 한국 총영사관
- 주오사카 대한민국 총영사관
- 주후쿠오카 대한민국 총영사관
- 주삿포로 대한민국 총영사관
- 주나고야 대한민국 총영사관
- 주요코하마 대한민국 총영사관
- 주니가타 대한민국 총영사관
- 주히로시마 대한민국 총영사관
- 주센다이 대한민국 총영사관